# Creont (rei de Tebes)
|  | «Creont» redirigeix aquí. Vegeu-ne altres significats a «Creont (desambiguació)». |

Creont (en grec antic: Κρέων, Kreōn) és un personatge de la mitologia grega que pertany al cicle tebà. Era germà de Iocasta, l'esposa d'Èdip, i va ser rei de Tebes en tres ocasions. És un dels principals personatges a les tragèdies Antígona i Èdip Rei, de Sòfocles.

## Biografia
Creont era fill de Meneceu. Quan Laios, rei de Tebes, va morir a mans d'Èdip, el seu propi fill, el va succeir Creont en el poder, però la ciutat va ser víctima d'una plaga en forma d'una Esfinx que plantejava endevinalles als tebans i devorava els que no sabien respondre. Va matar diverses persones, fins i tot al propi fill de Creont, Hemó. Èdip es va presentar i va respondre correctament a la pregunta, i l'Esfinx, desesperada, es va llançar pel precipici de dalt de la ciutadella. L'endevinalla deia així: «Qui té una veu, camina amb quatre potes, després amb dues i finalment amb tres?». Èdip havia respost que era l'home, que de petit va a quatre grapes, després amb dues i de vell amb tres, ja que s'ajuda amb un bastó. Creont va cedir el tron al vencedor, tal com havia promès. I li va donar en matrimoni a la seva germana Iocasta, vídua del rei anterior, sense que ningú sabés que era la mare d'Èdip. Després, quan la pesta va apoderar-se de la ciutat, Creont, per consell d'Èdip, va anar a consultar l'oracle de Delfos. Un cop revelat l'incest d'Èdip, Creont va recuperar el tron i Èdip li va confiar els fills i marxà a l'exili.
Quan hi va haver els combats dels set Cabdills contra Tebes, Creont, aconsellat per Tirèsias, va oferir el seu fill en sacrifici a Ares per salvar la ciutat. Un cop derrotats els enemics, Creont va decidir que Polinices, que havia lluitat contra la seva pàtria, romangués insepult. Però Antígona va escampar damunt del cos del seu germà la pols exigida pel ritu funerari, i Creont la condemnà a mort. La va tancar a la tomba dels Labdàcides, els descendents de Làbdac, on la noia es va suïcidar, i, segons Sòfocles, també el seu fill Hemó, mentre Eurídice, l'esposa del rei es penjava presa de la desesperació. Èdip, desterrat de Tebes, s'havia refugiat a l'Àtica, a Colonos, i Creont va tractar de fer-lo tornar a la seva ciutat. L'oracle de Delfos havia dit que la prosperitat de Tebes només seria possible el dia que Èdip hi tornés. Quan Èdip s'hi va negar, Creont va intentar fer-lo tornar per força, i Teseu va intervenir per evitar que fos raptat. Teseu va obligar Creont a restituir als argius els cadàvers dels seus, morts durant la guerra dels set contra Tebes. Hi ha versions que diuen que Teseu va matar Creont en l'expedició que va emprendre contra Tebes per aquesta finalitat.
Creont va acollir i purificar a Amfitrió quan aquest es va refugiar a Tebes després d'haver matat accidentalment el seu sogre. Com a condició li va posar que matés la guineu teumèsia, que no podia ser atrapada per ningú. Amfitrió ho aconseguí i va acompanyar-lo en l'expedició contra els tafis. Creont regnava a Tebes quan Hèracles, encara jove, va alliberar la ciutat del tribut que Ergí d'Orcomen havia imposat a la ciutat. Com a recompensa, Creont va casar la seva filla Mègara, amb Hèracles, i a Íficles, germà bessó de l'heroi, la seva filla petita.

## Creont a les tragèdies gregues
El personatge de Creont varia segons la tragèdia en la qual és presentat. En els següents apartats es presentaran les principals variacions del personatge.

### Creont aÈdip Rei
Creont a Èdip Rei és un personatge que tot i no ser protagonista, té molt de pes en la tragèdia. Mentre Èdip governa a Tebes, ell no exerceix cap mena de poder, simplement és germà de la reina, Iocasta, i viu al palau com a familiar dels reis. Fins i tot pot considerar-se que en aquesta obra Creont es presenta amb un caràcter servil davant d'Èdip, ja que és ell qui és enviat a Delfos per consultar l'oracle que porti el remei per solucionar la pesta de Tebes (versos 69-71). Èdip confia en Creont i li pregunta quina és la resposta de l'oracle i li fa tot un seguit de preguntes sobre els incidents de l'assassinat de Laios. Més tard, però, Èdip acusa a Creont d'haver enviat a Tirèsias davant d'ell per treure-li el poder a través dels vaticinis de l'endeví cec, anomenant-lo traïdor i amenaçant-lo de mort, fins al punt que ha d'intervenir Iocasta per posar-hi ordre (versos 513-678). Creont no torna a aparèixer fins al final, un cop Iocasta s'ha suïcidat i Èdip ha reconegut en ell mateix l'assassí i s'ha punxat els ulls. En aquest moment Creont es mostra solidari amb Èdip, tot i que aquest l'havia acusat injustament, i el convida a entrar dins al palau sense obeir a la insistència d'Èdip que demana ser expulsat; el nou rei de Tebes es mostra pietós perquè vol escoltar als déus abans de cometre cap edicte, pren càrrec d'Èdip en les seves desgràcies, crida a Antígona i Ismene perquè estiguin amb el seu pare i s'encarrega dels funerals de la seva germana (versos 1422-1523). Però Creont no regnarà sobre Tebes després de les desgràcies d'Èdip, ho faran Etèocles i Polinices que acabaran matant-se l'un a l'altre, com s'explica a l'obra els Set contra Tebes d'Èsquil. 

### Creont aAntígona
Creont fa la seva primera intervenció a l'obra amb una rigidesa exemplar, es reuneix davant del consell d'ancians per fer l'edicte que farà que el seu govern trontolli: Etèocles com a rei de Tebes serà enterrat i rebrà els honors que se li fan als morts, en canvi Polinices serà deixat insepult per ser aliment de gossos i aus de rapinya (versos 162-222). Però no només es conforma a fer tal edicte, sinó que imposa una pena per aquell que no el compleixi: la mort. Creont està totalment confiat en què ningú trencarà la seva llei, però amb l'arribada de la notícia de què Polinices ha estat enterrat el cor comença a preguntar-se si la mesura ha estat correcta i Creont reafirma la seva llei sense cap mena d'indulgència envers el mort. Això farà que la seva immobilitat quant a la llei l'enfronti amb Antígona, la rebel que ha desobeït la seva primera llei com a rei de Tebes. Aquesta desobediència reconeguda d'Antígona provoca que el rei es mostri més sever i vulgui implantar tant sí com no la pena imposada moments abans tot i ser familiar de la culpable; no el fan canviar de parer ni les súpliques d'Ismene (versos 568-569) ni del cor (versos 574-575) ni del seu fill, Hemó, qui s'ha de casar amb Antígona (versos 683-723). La discussió amb el seu fill mostra un rei massa rígid que vol dur a terme el seu propòsit sense escoltar cap altre veu. El mateix fill de Creont li recomana que no implanti el càstig a Antígona perquè el poble de Tebes hi està en contra perquè la considera no pas una noia malvada sinó una noia piadosa. Creont ataca al seu fill dient que és esclau d'una dona i ignora les seves peticions, amenaçant de matar-la davant del nuvi. Només al final el rei té una oportunitat de canviar de parer amb els consells de Tirèsias (versos 998-1032) qui li recomana canviar el seu pensament per reparar el mal que està a punt de fer, però el rei només acceptarà que està equivocat quan el mateix cor li recrimina. Però Creont se n'adona massa tard i quan intenta aturar el càstig d'Antígona aquesta ja és morta (s'ha suïcidat penjant-se) junt amb el seu fill Hemó (suïcidat amb l'espasa). Creont es lamenta de les seves decisions un cop ha descobert que els vaticinis del cec endeví Tirèsias eren vertaders, descobrint que la seva rigidesa com a governant ha provocat les desgràcies quan ell creia que estava actuant justament (versos 1261-1276). Però el seu edicte no només ha fet morir al seu fill i la seva neboda sinó també a la seva esposa, Eurídice, que s'ha suïcidat en saber la tragèdia del seu fill. Creont acaba veient que ell és el culpable de totes les morts (versos 1317-1325 i 1339-1346).